# Сергєєв Максим Іванович
Максим Іванович Сергєєв (15 вересня 1926, село Ніколаєвка, тепер Башкортостан, Російська Федерація — 10 травня 1987, місто Тюмень, тепер Російська Федерація) — радянський діяч, новатор виробництва, буровий майстер Нефтєюганського управління бурових робіт Тюменської області. Кандидат у члени ЦК КПРС у 1971—1981 роках. Герой Соціалістичної Праці (30.03.1971).

## Біографія
Народився в селянській родині. Рано втратив батьків, виховувався в родині діда. У 1942 році закінчив школу механізаторів.
У 1942—1943 роках — комбайнер Кондинської машинно-тракторної станції (МТС) Башкирської АРСР.
У 1943—1950 роках — у Радянській армії, учасник німецько-радянської війни.
У 1950—1964 роках — верховий робітник, робітник бурової партії, помічник бурильника, бурильник на бурових установках тресту «Башзахіднафторозвідка» Башкирської АРСР.
Член КПРС з 1960 року.
У 1964 році закінчив 8 класів середньої школи робітничої молоді.
У 1964—1971 роках — буровий майстер Усть-Баликської контори розвідувального буріння № 1 тресту «Сургутбурнафта» «Головтюменьнафтогазу» Ханти-Мансійського автономного округу Тюменської області. У 1967 році його ім'я було занесено на Дошку Пошани ВДНГ СРСР.
Указом Президії Верховної Ради СРСР від 30 березня 1971 року за видатні успіхи у виконанні завдань п'ятирічного плану з видобутку нафти і досягнення високих техніко-економічних показників в роботі Сергєєву Максиму Івановичу присвоєно звання Героя Соціалістичної Праці з врученням ордена Леніна і золотої медалі «Серп і Молот».
У травні 1971—1977 роках — буровий майстер Нефтєюганського управління бурових робіт Тюменської області.
У 1977—1978 роках — начальник зміни районної інженерно-технологічної служби УБР-1 «Юганськнафтогаз», з 1978 року — начальник районної інженерно-технічної служби в місті Нефтєюганську Тюменської області.
З 1986 року — на пенсії в місті Тюмені.
Помер 10 травня 1987 року. Похований в місті Тюмені на Червішевському-1 цвинтарі.

## Нагороди і звання
- Герой Соціалістичної Праці (30.03.1971)
- два ордени Леніна (28.05.1966, 30.03.1971)
- орден Вітчизняної війни І ст. (11.03.1985)
- орден Трудового Червоного Прапора (11.03.1976)
- медалі
- Почесний нафтовик СРСР (1968)
- Почесний громадянин міста Нефтеюганськ (20.10.1977)